# Okrętownictwo

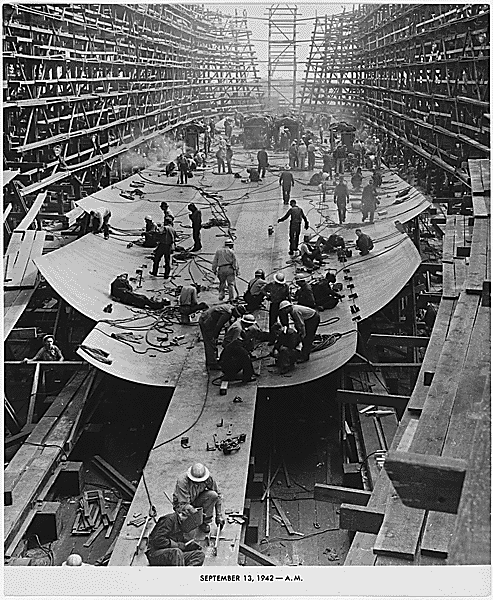
Budowa dennej sekcji kadłuba statku w amerykańskiej stoczni w 1942 roku

Okrętownictwo – gałąź przemysłu i dziedzina nauki zajmująca się projektowaniem, budową i remontami jednostek pływających. Jako nauka zawiera przedmioty studiów mechanicznych oraz inne, związane ze specyfiką zawodu, np. technologię budowy, teorię okrętu, napędy okrętowe, konstrukcję i projektowanie okrętu, a także elementy nawigacji, budowy portów, handlu morskiego.
W Polsce okrętownictwo nauczane jest na dwóch uczelniach: Politechnice Gdańskiej i Zachodniopomorskim Uniwersytecie Technologicznym w Szczecinie, a także w liceach i technikach budowy okrętów.